# Ibn Jazla
Abu ali Yahya ibn Isa Ibn Jazla Al Baghdadi (arabe : أبو علي يحيى بن عيسى بن جزلة البغدادي), latinisé Buhahylyha Bingezla, était un médecin du XIe siècle de Bagdad. Ibn Jazla est né comme un chrétien nestorien. Il s'est converti à l'islam en 1074 et est mort en 1100.
Il étudie la médecine auprès de Saïd Hibat Allah (ar).
Il est l'auteur d'une encyclopédie de pathologie intitulée Kitab Taqwim Al-Abdan, dans laquelle toutes les maladies connues, y compris le cancer, se trouvent décrites cliniquement. Dans un second ouvrage consacré à la pharmacopée, Kitab Minhaj Al-Bayan, le même spécialiste a recensé toutes les plantes médicinales et leurs effets curatifs.